# Staatsballett Berlin
Das Staatsballett Berlin wurde in seiner heutigen Form am 1. Januar 2004 aus den Ensembles der Staatsoper Unter den Linden, der Deutschen Oper Berlin und der Komischen Oper Berlin gegründet. Im März 2011 verlegte das Staatsballett Berlin seinen Sitz von der Staatsoper Unter den Linden in die Deutsche Oper Berlin. Dort wurden der ehemalige Malsaal und die Kaschierwerkstatt auf die Bedürfnisse der Arbeit einer klassischen Ballettkompanie angepasst.
Es ist einer von vier künstlerischen Betrieben unter dem Dach der Stiftung Oper in Berlin, die vom Land Berlin ins Leben gerufen wurde. Mit ihr sollen für die drei institutionalisierten Berliner Musiktheater und das Staatsballett zeitgemäße Strukturen geschaffen werden.

## Ensemble
Intendant ist der Choreograph Christian Spuck, Geschäftsführende Direktorin ist Jenny Mahr. Die klassisch geschulte Kompanie setzt sich aus ca. 80 Tänzern von 30 Nationen zusammen und ist gegenwärtig die größte Ballettkompanie Deutschlands. Das Staatsballett Berlin präsentiert seine Vorstellungen an der Deutschen Oper Berlin, an der Staatsoper Unter den Linden und an der Komischen Oper Berlin.

## Geschichte

### Ballett der Berliner Staatsoper
Die erste Ballettkompanie in Berlin gründete Friedrich der Große 1742 an seiner Königlichen Hofoper. Er ließ internationale Künstler engagieren, verpflichtete den Choreografen Étienne Lauchery und bestellte bei ihm Choreografien, die fester Bestandteil der Opernaufführungen waren. Das Ballett war beliebt und löste sich allmählich von der Oper. Die erste abendfüllende Ballettaufführung fand 1794 statt. Neben den Metropolen Europas wurde Berlin alsbald zum Ballettzentrum im deutschsprachigen Raum. Schlüsselwerke der Ballettgeschichte kamen in der Biedermeierzeit zur Aufführung.
Bis zum Ende des Ersten Weltkriegs zählte das Ballettensemble 140 Tänzerinnen und Tänzer. In dieser Berliner Vorkriegsära institutionalisierte sich der Bühnentanz in Berlin und kultivierte das klassisch-akademische Ballett. Es öffnete sich internationalen Stilrichtungen und Persönlichkeiten. So traten an der Staatsoper Berlin berühmte Solisten auf, wie Marie und Paul Taglioni, Fanny Elßler, Isadora Duncan und Anna Pawlowna Pawlowa.
Zur Zeit der Wende beschäftigte das Ballett der Staatsoper Berlin 74 Tänzer, 1994 waren es 85, davon wurden 51 in das Staatsballett Berlin übernommen.

### Ballett der Deutschen Oper Berlin

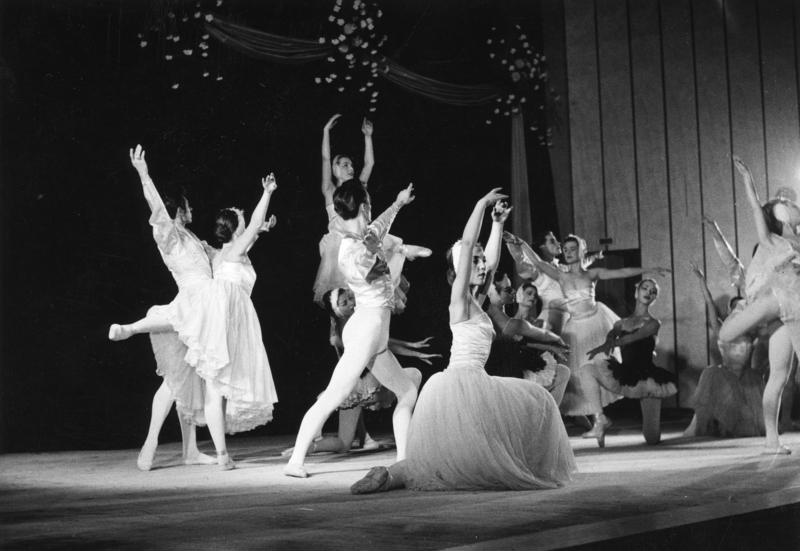
1956

Mit Gründung der Städtischen Oper Berlin im Westteil der Stadt übernahm Tatjana Gsovsky eine führende Rolle. Nachdem sie ihre eigene Kompanie, das Berliner Ballett gegründet hatte, verließ sie 1951 die Lindenoper. Von 1966 an beschränkte sie sich auf die Leitung ihrer Ballettschule. Gsovsky brachte viele Klassiker-Inszenierungen aber auch Uraufführungen zu Kompositionen Boris Blachers, Hans Werner Henzes oder Luigi Nonos.
Auf Tatjana Gsovsky folgte als künstlerischer Leiter drei Jahre Kenneth MacMillan (1966–1969), dessen Werke ebenfalls prägend waren. Überaus lange, von 1962 bis 1990, war Gert Reinholm, seinerseits Schüler und Tänzer von Tatjana Gsovsky, Leiter des Balletts an der Deutschen Oper Berlin. 1972 wurde er förmlich zum Ballettdirektor ernannt.
Das Ballett der Deutschen Oper Berlin ging aus dem Nachkriegsballett der alten Charlottenburger Oper hervor, die später in Theater des Westens umbenannt wurde. Mit der Gründung der Deutschen Oper Berlin und dem modernen Gebäude in der Bismarckstraße vollzog sich allmählich eine Öffnung für neue Strömungen und Persönlichkeiten. Es war das Aushängeschild von West-Berlin und wurde ideel unterstützt von den Alliierten. Die Ballettkompanie war demokratisch aufgebaut und war das erste Ballett Deutschlands mit internationalen Tänzern. Es machte etliche repräsentative Auslandstourneen als einziges Ballett von West-Berlin. Als Nachfolger von Gert Reinholm wurde 1990 Peter Schaufuss zum Ballettdirektor ernannt, ihm folgte 1994 Ray Barra, 1996 Richard Cragun. Von 1999 bis 2004 leitete Sylviane Bayard das Ballett bis zur Bildung des Staatsballetts Berlin.

### Ballett an der Komischen Oper
Das Ballett der Komischen Oper wurde 1966 von Tom Schilling als Tanztheater der Komischen Oper gegründet und fast 30 Jahre lang geleitet. Er prägte einen neuen, modernen Tanzstil. Zahlreiche Ur- und Erstaufführungen mit der klaren stilistischen Handschrift des Chefchoreographen verliehen dem Ensemble sein unverwechselbares künstlerisches Profil. Das Tanztheater der Komischen Oper zählte zu den international renommierten Kompanien und gastierte weltweit mit seinen Inszenierungen.
Herausragende Tänzer waren z. B. Hannelore Bey, Jutta Deutschland, Arila Siegert, Roland Gawlik, Dieter Hülse, Thomas Kindt. Besonders zu erwähnen ist die Unterstützung des Tanztheaters durch 40 Laientänzer der Gruppe Junger Tänzer unter der Leitung des Tänzers, Choreographen und Widerstandskämpfers Jean Weidt.
1999 wurde das Tanztheater in BerlinBallett – Komische Oper umbenannt. Nach Richard Wherlock, der das Ballett von 1999 bis 2001 leitete, war die Spanierin Blanca Li 2001 und 2002 Chefchoreographin und künstlerische Leiterin der Kompanie. Danach war Adolphe Binder künstlerische Leiterin des Balletts und sorgte für eine Ausrichtung auf Erst- und Uraufführungen im Bereich des zeitgenössischen Tanztheaters.
Mit der Gründung des Staatsballett Berlin wurde die Ballettkompanie der Komischen Oper Berlin komplett aufgelöst.

### Ära Vladimir Malakhov
Am 1. Januar 2004 erfolgte die Gründung des Staatsballett Berlin mit 91 Tänzern. Die Zusammenlegung der Ballettensembles erfolgte mit einer Reduzierung von 145 auf 71 Personalstellen: von den 85 Ensemblemitgliedern der Staatsoper Unter den Linden blieben 51, von den 60 der Deutschen Oper Berlin 20, bei der Komischen Oper Berlin entfielen alle 66 Stellen.
Intendant des Staatsballett Berlin war von 2004 bis 2014 der aus der Ukraine stammende Vladimir Malakhov.

### Ära Nacho Duato
Ab 2014 war der spanische Tänzer und Choreograph Nacho Duato Intendant des Staatsballett Berlin. Der renommierte Choreograph und Ballettintendant brachte die Breite seines weltweiten Schaffens in die Arbeit der Compagnie ein. Als Choreographen-Intendant war Nacho Duato die konstante Arbeit und das gegenseitige Kennenlernen mit den Tänzerinnen und Tänzern im Saal besonders wichtig. Mit seiner sehr persönlichen, sensibel-introvertierten Bewegungssprache prägten seine eigenen Werke den Spielplan, neben Werken von Jiří Kylián, seinem Mentor und Lehrmeister, oder Ohad Naharin.

### Sasha Waltz und Johannes Öhman
In der Saison 2018/2019 war Johannes Öhman Intendant des Staatsballetts Berlin; ab der Spielzeit 2019/2020 leitete er zusammen mit Sasha Waltz, Berliner Protagonistin des zeitgenössischen Tanzes, in einer Co-Intendanz die Kompanie. In dieser Zeit konnten neue choreografische Arbeitsweisen erprobt werden. Persönlichkeiten wie Alexander Ekman, Alexei Ratmansky, Emanuel Gat, Jefta van Dinther oder Richard Siegal erarbeiteten Neuschöpfungen mit der Kompanie, jeweils mit anderem Ansatz.
Im August 2020 wurde die Dramaturgin und stellvertretende Intendantin Christiane Theobald vom Berliner Kultursenator mit der kommissarischen Intendanz des Staatsballett Berlin betraut. Neben Werken von Pina Bausch und Mats Ek kamen hier auch Arbeiten einer jüngeren Generation wie David Dawson zur Aufführung. Darüber hinaus suchten verschiedene Rahmenprogramm-Formate den multiperspektivischen Dialog und eine verstärkte Einbindung des Publikums.

### Christian Spuck
Mit der Spielzeit 2023/24 hat Christian Spuck die Intendanz übernommen. Von 2012 bis 2023 war Christian Spuck Direktor des Balletts Zürich, das unter seiner Leitung von der Zeitschrift tanz 2019 als „Kompanie des Jahres“ und 2022 als „Glanzlicht des Jahres“ geehrt wurde. Darüber hinaus hat er mit zahlreichen namhaften Ballettkompanien in Europa und den USA gearbeitet. Seine Arbeiten, oft Handlungsballette und Literaturadaptionen, wurden mit vielen renommierten internationalen Preisen ausgezeichnet und werden weltweit getanzt. Unter seiner Leitung ist das Programm des Staatsballetts Berlin vor allem geprägt von Neukreationen namhafter Choreographen, darunter Sharon Eyal, Sol León, William Forsythe, Marcos Morau, aber auch der Pflege des klassischen Ballettrepertoires. Zum Auftakt seiner ersten Spielzeit kreierte Christian Spuck das Ballett Bovary nach dem Roman von Gustave Flaubert.

## Education Programm
2007 als Verein gegründet, ermöglicht das Education Programm Tanz ist KLASSE! die Interaktion zwischen dem Staatsballett Berlin und seinem (zukünftigen) Publikum. Abgestimmt auf die individuellen Bedürfnisse der Teilnehmenden werden zusammen mit Tanzpadägogen zahlreiche Workshops sowie multimediale Angebote zum Programm des Staatsballetts Berlin verwirklicht. Im Vordergrund steht die Integration von Tanz und Ballett in den Schulalltag. Vor allem Kinder und Jugendliche, welche keinen direkten Zugang zu diesen Kunstformen haben, werden angesprochen — der Name Tanz ist KLASSE! ist Programm. Eine nachhaltige Wirkung wird durch langfristig angelegte Patenschaften und Projekte erzielt. Dass die kulturelle Bildungs- und Vermittlungsarbeit für das Staatsballett Berlin einen herausragenden Stellenwert besitzt, zeigt alleine die Größe der Abteilung: Sieben Mitarbeitende kümmern sich um die diversen Veranstaltungen.

## Freundeskreis
Mit Gründung des Staatsballetts Berlin im Jahr 2004 wurde der Verein der Freunde und Förderer des Staatsballetts Berlin ins Leben gerufen. Durch sein Engagement werden neue Perspektiven für die Kompanie eröffnet. Neben der finanziellen Unterstützung konkreter Projekte funktioniert der Verein als Netzwerk und vermittelt Allianzen mit der Wirtschaft.